# KMZ TU7
TU7 (ros. ТУ7) – wąskotorowa (tor szerokości 750–1067 mm) lokomotywa spalinowa produkcji radzieckiej, następnie rosyjskiej. Istnieją także warianty na tor 1435 mm.

## Historia i budowa
Lokomotywa TU7 powstała w celu wypełnienia luki między lokomotywą spalinową TU2, która z powodu dużego nacisku na oś (8 ton) nie mogła być wykorzystywana na wszystkich szlakach wąskotorowych, a słabszą przemysłową lokomotywą TU4. Jej poprzednikiem była lokomotywa TU5 produkowana od 1967 przez Kambarskie Zakłady Mechaniczne w Kambarce, jednakże cierpiała ona na problemy z zawodnością przekładni hydraulicznej (zbudowano 95 sztuk). W 1972 zakład w Kambarce opracował lokomotywę TU7, wykorzystującą taki sam silnik, jak TU5, lecz z lepszą dwustopniową przekładnią hydrauliczną UGP400-650, używaną już na innych typach lokomotyw szerokotorowych. W związku z zastosowaniem nowej przekładni, przeprojektowaniu musiała ulec rama i nadwozie lokomotywy, łącznie z kabiną. Wózki napędowe TU7 były zunifikowane z TU4. 
Lokomotywa TU7 okazała się udana, rozwijała większą prędkość od TU5 i była prostsza i wygodniejsza w kierowaniu i obsłudze, a także bardziej niezawodna. Wobec tego, skierowano ją do produkcji zamiast TU5. Nowa lokomotywa miała jednak wciąż większy nacisk osi, niż TU4 (6 t wobec 4,5 t), uniemożliwiający zastosowanie na niektórych kolejach. Dlatego od 1975 produkowano zmodernizowany  wariant TU7 o nacisku osi obniżonym do 5 ton, dzięki zastosowaniu lżejszej przekładni UGP400-201 i mniejszego zapasu paliwa i balastu (począwszy od lokomotywy TU7-0244). Zastąpiła ona wówczas w produkcji także TU4.
Od 1986 produkowany był zmodernizowany wariant TU7A (pierwszy TU7A miał numer 2496), bez zasadniczych zmian w konstrukcji i głównych podzespołach. Produkcję lokomotywy zakończono w 1994.  
Od 2004 wznowiono jednak na małą skalę produkcję TU7A na potrzeby kolei dziecięcych. W 2008 opracowano w tym celu nową, ekonomiczniejszą wersję lokomotywy, ze słabszym 8-cylindrowym silnikiem JaMZ-238 M2 o mocy 240 KM i samochodową przekładnią hydromechaniczną GMP 851-2 na licencji firmy Voith (oznaczenie lokomotywy nie zmieniło się). Rozwija ona prędkość 30 km/h.
Ogółem zbudowano co najmniej 3373 lokomotyw TU7 i Tu7A (2020).

## Inne warianty
Eksportowe TU7 nosiły oznaczenie TU7E (ТУ7Э), a TU7A oznaczenie TU7AE (ТУ7АЭ). Produkowano je na tor o różnej szerokości, do 1000 mm, a nawet 1435 mm (normalny tor europejski). 
W latach 1976–1977 wyprodukowano serię dwuczłonowych spalinowozów 2TU7 na tor o szerokości 1435 mm  i 1000 mm.
Do lokomotywy TU7 można było zamocować pług śnieżny ŁD-24. Od 1978 zaczęto produkcję niesamobieżnego pługa wirnikowego TU7R na bazie lokomotywy TU7 - standardowy (lecz odwrócony o 180°) silnik napędza w niej wirnik umieszczony z przodu lokomotywy. Dzięki sterowaniu ukrotnionemu, możliwe było sterowanie pchającą go lokomotywą z kabiny pługa.
Na bazie nieco powiększonej konstrukcji TU7 opracowano spalinowóz TGM40 (początkowe oznaczenie TU7M), na tor standardowej radzieckiej szerokości 1524 mm, produkowany od 1982. 

## Służba

### ZSRR i kraje poradzieckie
Lokomotywy TU7 używane były w ZSRR początkowo na kolejach przemysłowych, głównie leśnych i przemysłu torfowego. Od lat 80. używane są także na kolejach dziecięcych (DŻD). Po rozpadzie ZSRR, używane są nadal w krajach poradzieckich.

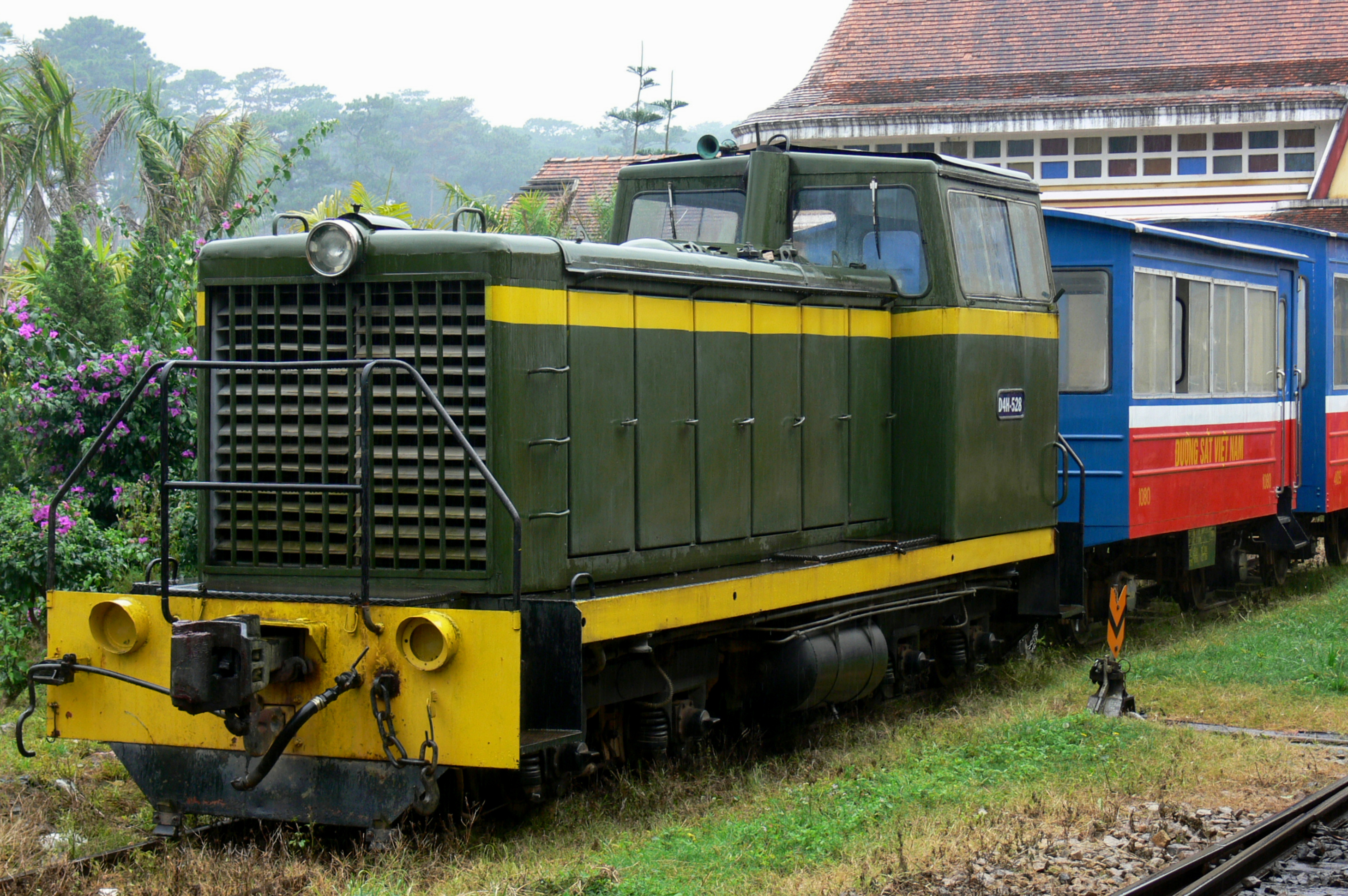
D4H-528 (TU7E) w Wietnamie

### Wietnam
W 1985 roku 247 lokomotywy TU7E i TU7AE przystosowane do toru szerokości 1000 mm wyeksportowano do Wietnamu, gdzie oznaczono je serią D4H (TU7E – numery w seriach D4H-400 i D4H-500, a TU7AE w serii D4H-800)

### Kuba
Co najmniej 26 lokomotyw TU7E na tor szerokości 762 mm i co najmniej 11 na tor szerokości 705 mm i 1 na tor szerokości 914 mm wyeksportowano na Kubę w drugiej połowie lat 70. Następnie, w drugiej połowie lat 80. trafiły tam jeszcze co najmniej 24 lokomotywy na tor szerokości 1435 mm. Oznaczone tam były numerem serii 34. Używane były m.in. w cukrowniach. 

### Bułgaria
10 lokomotyw TU7 na tor szerokości 760 mm było eksportowanych w 1981 do Bułgarii, gdzie otrzymały numery 94.01 do 94.10. Używane były m.in. jako manewrowe. W 1988 przemianowano je na serię 81.001 - 81.010.

### Czechosłowacja / Słowacja
Dwie lokomotywy TU7E-2426 i 2427 na tor szerokości 1000 mm zakupiła w 1985 Czechosłowacja. Otrzymały one numery 706.951 i 706.952. Później trafiły one na Słowację, gdzie służą do prowadzenia pociągów roboczych oraz czynności gospodarczych na liniach zarządzanych przez Tatrzańskie Koleje Elektryczne. 

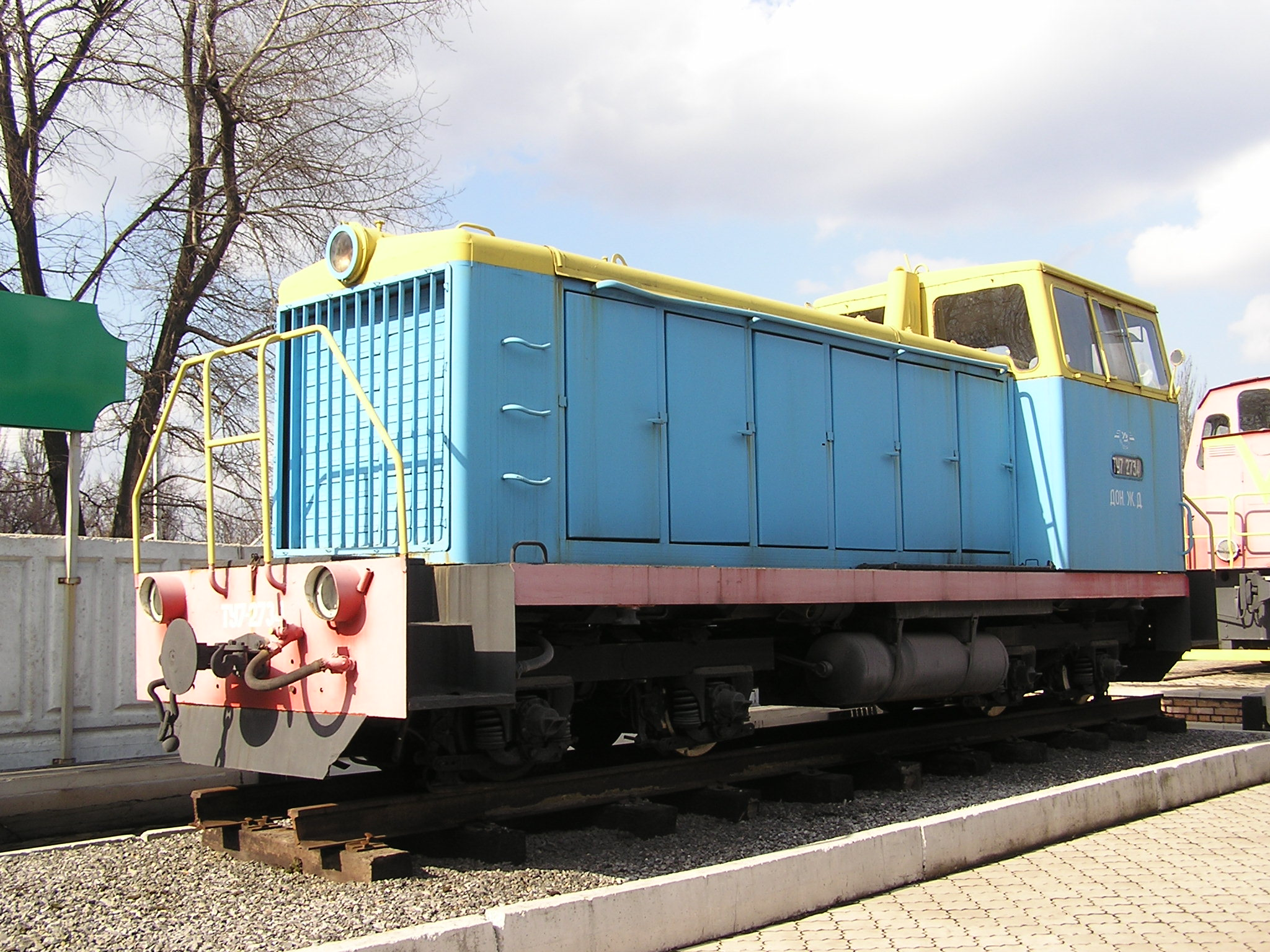
TU7-2734 w Doniecku
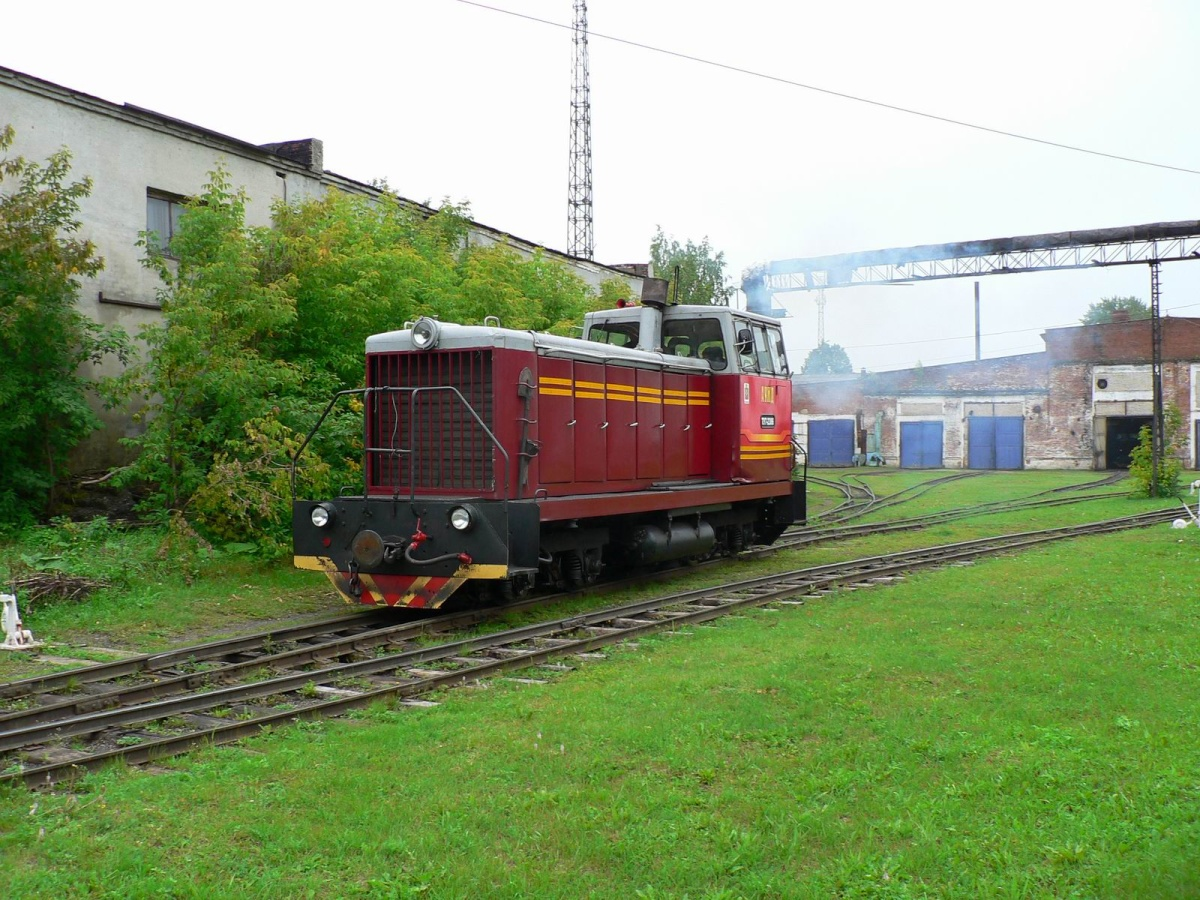
TU7-2386 w Ałapajewsku
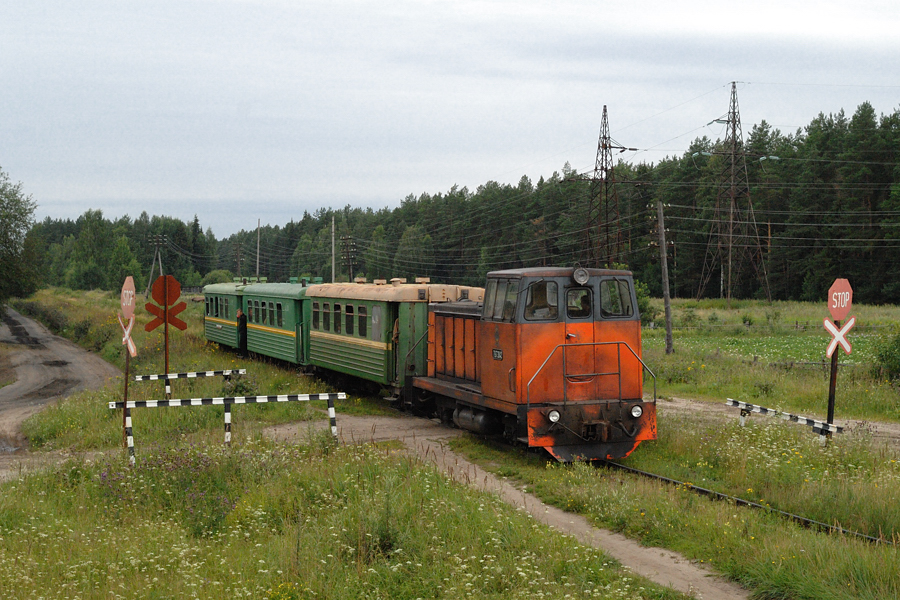
ТУ7А-3042